# 马拉维
马拉维共和国（英語：Republic of Malawi），通稱馬拉威，是一個位於非洲東南部的內陸國家，鄰接贊比亞、莫桑比克及坦桑尼亞。國土位於南緯9°45'至17°16'、東經32°35'－35°24'之間。
其首都里朗威位於马拉维的中部。

## 历史
早期歷史： 遠古先民在一百萬年前已踏足今天馬拉威地域。西元十五世纪至十八世纪，馬拉威由馬拉威帝國管治。
近現代歷史:
十九世纪中叶，葡萄牙、英国殖民者相继侵入；1891年沦为英国保护国；1904年英国政府直接管辖，名尼亚萨兰；1953年成为中非联邦一部分；1964年7月6日独立，改名馬拉威。

## 地理
马拉维位于非洲东南部內陸，南北有東非大裂谷贯穿，谷底就是马拉维湖，是非洲第三大湖，占马拉维总面积的20％。希雷河出自马拉维湖南端，流经马拉维南部地区，最后注入400公里以南的赞比西河。裂谷的东西面为海拔达900-1200米的高原。北部地区的尼卡高原高达2600米。南部有平均海拔600－1600米的希雷高地，以及高達2130米的松巴高原和3050米的姆蘭傑山。希雷河下游地势较低，海拔只有60－90米。
马拉维是非洲撒哈拉沙漠以南人口密度最高的国家之一，首府利隆圭人口大約为110萬，而第二大城市布兰太尔人口在大約为80萬。
马拉维湖因其长365英里、宽52英里而俗称“日历湖”。
马拉维设有5座国家公园：
- 马拉维湖国家公园（Lake Malawi）
- 卡松古国家公园（Kasungu）
- 伦圭国家公园（Lengwe）
- 利翁代国家公园（Liwonde）
- 尼卡国家公园（Nyika）

### 氣候
马拉维領土大部份都處於高山之上，所以大部份地區的氣候垂直差异显著，为热带干湿季气候区的高地气候。普遍來說高山平原的氣溫十分溫和和穩定，但冬天的氣溫可以低至攝氏4度。而盆地的氣溫較為悶熱，最熱的時候可以攝氏39度，而每年的降雨量也因地理環境而有所差別，平均由600mm至3,000mm不等。通常雨季由11月開始至5月，而5月至11月的降雨量很低。馬拉威因處於高原地帶，所以極少受到飓風、洪水等威脅。

## 經濟
马拉维曾被聯合國評為世界上最不發達的國家之一，全國约有55%的人生活在貧窮線以下，人均国民生產總值只有600美元，是全世界最低收入的一群。本国政府長期舉債度日，國債佔國民生產總值的228.3%。因受愛滋病及高生育率影響，馬拉威劳动力人口比例過低，大概只有50%的人处于15-64歲之間。加上人民的教育程度很低，國內低技術勞工過剩，但同時嚴重缺乏高技術人才。
该国經濟長期倚賴于農產品出口，农业人口超過90%，因而國家經濟很容易受農產品的國際價格影響。農民主要种植烟草、棉花、玉米等，是非洲主要烟草生产国之一，烟草出口占国家外汇收入70%。如果農產品收成時候價格回落，農民只能以低價出售。新總統最近推出多項措施改善國家經濟，包括發展市場經濟、反貪污及加強國民教育。

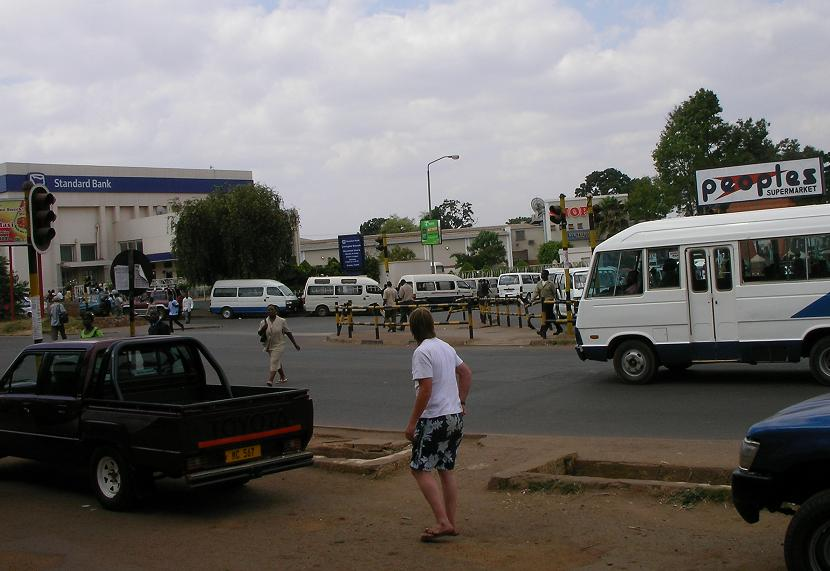
首都街道

- 國民生產總值（2015年估計）：64.16億美元
- 人均国民生產總值（2015年估計）：354美元
- 通漲率：21.4%
- 經濟增長率：1.9%
- 貿易逆差：-5千5百萬美元
- 外債：30億美元
- 勞動人口：574萬人
- 主要產業：農業
  - 主要出口貨品：煙草、棉、茶葉、咖啡豆、花生
- 貨幣：馬拉威克瓦查（Malawian Kwacha）

## 行政区划
馬拉威行政區劃一級為區（region），二級為縣（district），当前共有3個地區，28個縣。如下：
| - 巴拉卡县（Balaka） - 布兰太尔县（Blantyre） - 奇夸瓦县（Chikwawa） - 奇拉祖卢县（Chiradzulu） - 奇蒂帕县（Chitipa） - 代扎县（Dedza） - 多瓦县（Dowa） | - 卡龙加县（Karonga） - 卡松古县（Kasungu） - 利科马县（Likoma） - 利隆圭县（Lilongwe） - 马钦加县（Machinga） - 曼戈奇县（Mangochi） - 姆钦吉县（Mchinji） | - 姆兰杰县（Mulanje） - 姆萬扎縣（Mwanza） - 姆津巴县（Mzimba） - 恩卡塔贝县（Nkhata Bay） - 恩科塔科塔县（Nkhotakota） - 恩桑杰县（Nsanje） - 恩切乌县（Ntcheu） | - 恩奇西县（Ntchisi） - 帕隆贝县（Phalombe） - 龙皮县（Rumphi） - 萨利马县（Salima） - 乔洛县（Thyolo） - 松巴县（Zomba） - 內諾縣（Neno） |

## 人口

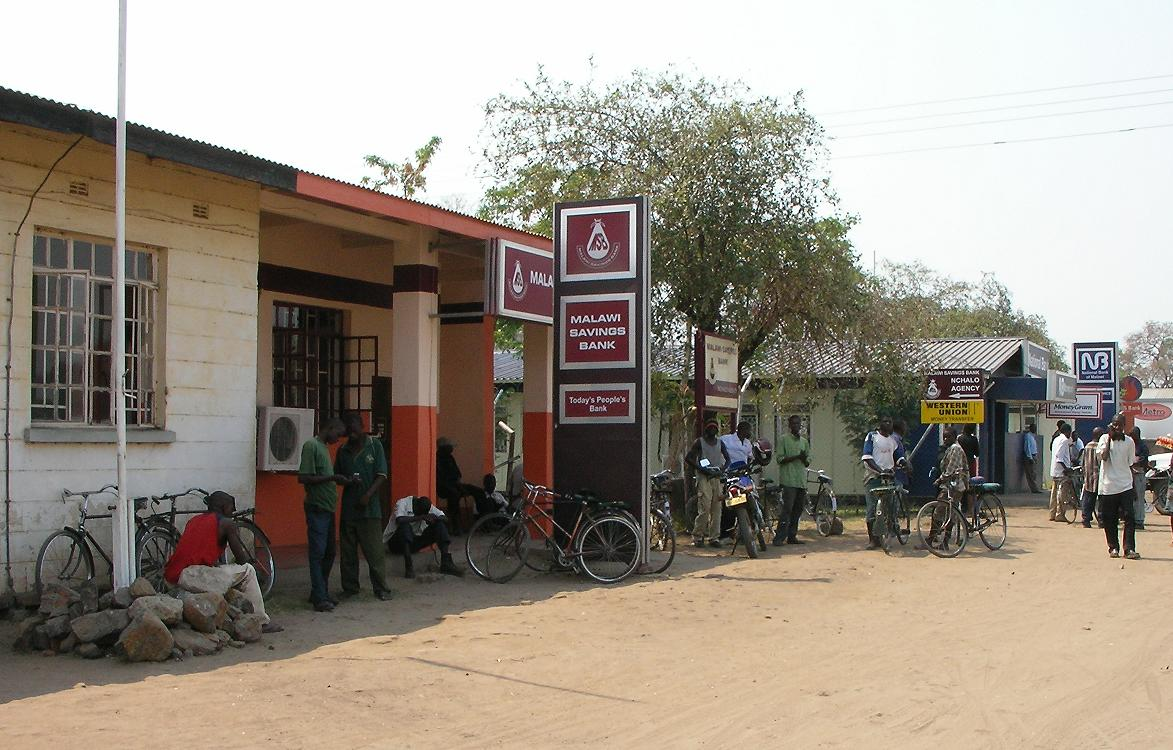
馬拉维街道

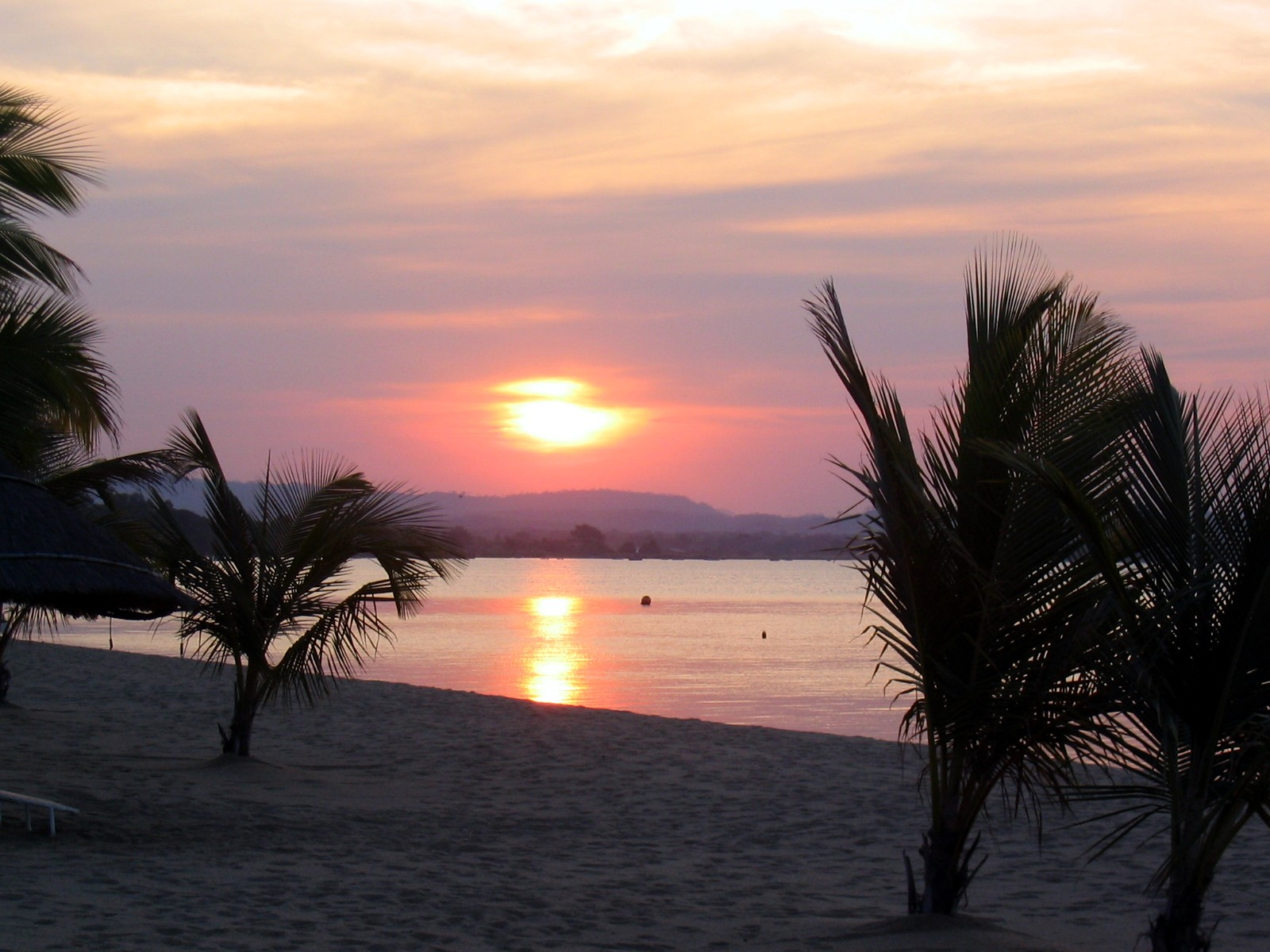
馬拉维湖的日落景色

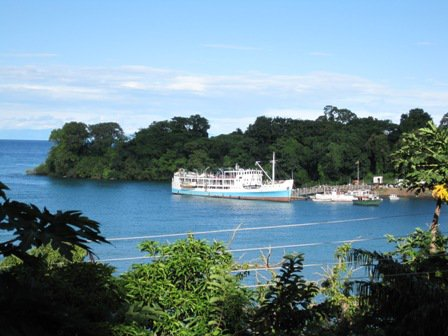
馬拉维湖渡船

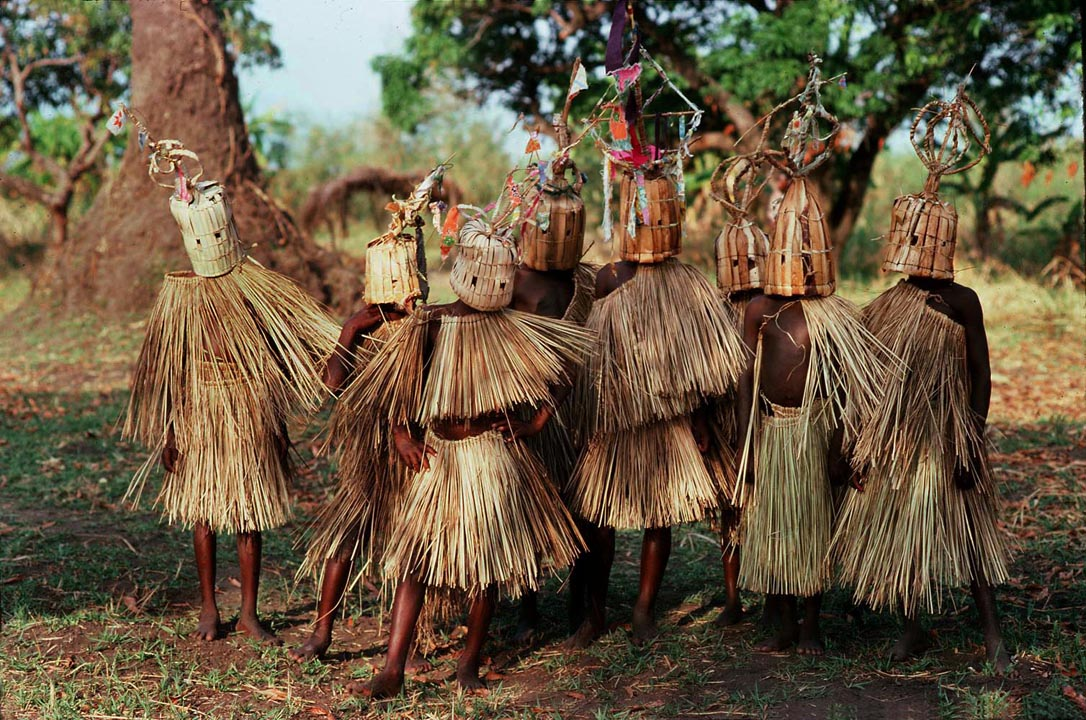
正在進行傳統儀式的馬拉维人

马拉维的人口大約有1840萬人（2017年九月），超過80%的人口居住在未發展的農村。马拉维因受艾滋病影響，人口大幅下降，而平均壽命也因此下降。根據2003年的資料，成人的艾滋病感染率達14.2%，即差不多有90萬名艾滋病患者，而馬拉维人的平均壽命只有36.97歲。马拉维的生育率頗高，平均每名已婚婦女會誕下5.98名嬰孩，但艾滋病令马拉维的嬰兒夭折率達10%，即每1000名新生嬰兒就有103.22名嬰兒死亡。
年齡分布：0-14歲46.9%，15-64歲50.4%，65歲或以上2.8%
人口增長率：2.06%
出生率：43.95嬰兒/1000人
死亡率：23.39死亡/1000人
男女比例：0.99名男性/1名女性
平均年齡：男:36.59歲，女：37.36歲

近年來,在國際社會與友邦的幫助下,馬拉威人的平均壽命有著顯著的提升。根據2023年世界銀行（World Bank）的資料,馬拉威人的平均壽命：
男性：64.07歲，女性：70.56歲

## 重要城镇
- 奇姆巴（Mzimba）
- 利隆圭（Lilongwe） 首都及最大城市[2]
- 薩利馬（Salima）
- 松巴
- 布兰岱（Blantyre）
- 姆祖祖（Mzuzu）

## 文化
马拉维的官方語言是齊切瓦語及英語。大部份馬拉威人信奉天主教，另外大概有10%的人信奉伊斯兰教。馬拉威大約有40%的人是文盲，當中有一半以上的文盲是婦女。
- 語言：齐切瓦语57.2%、Chinyanja 12.8%、Chiyao 10.1%、Chitumbuka 9.5%、Chisena 2.7%、Chilomwe 2.4%、Chitonga 1.7%、3.6%其他（CIA factbook）
- 宗教信仰：79.9%天主教、12.8%回教、3%其他、4.3%沒有宗教信仰
- 文盲比率：男：23.9%,女：50.2%

### 教育
政府提供免費的小學教育。在高等教育方面，國內設有兩所主要的大學分別為馬拉威大學及姆祖祖大学。其中以马拉维大學的歷史最為悠久且最具規模，此外另有“馬拉威管理學院”（Malawi Institute of Management）及“馬拉威企業發展學院”（Malawi Entrepreneurial Development Institute）均有提供管理人才的訓練課程。

## 政治
马拉维是眾非洲國家中其中一個政局最穩定的國家，也是少數沒有受內戰影響的非洲國家，該國於1966年7月6日改制共和，為總統制。馬拉威總統為國家元首、最高行政首長及軍事統帥，以選舉方式產生，任期五年，每五年舉行一次普選。總統下設一至兩位副總統，內閣閣員由總統直接任免。國會採一院制，稱「國民議會」。地方政府則分設北、中、南，全國共有26個縣。
2012年4月5日，时任总统宾古·瓦·穆塔里卡因突发心脏病去世。6日晚政府称副总统乔伊斯·班达因脱离执政党，不具备接任总统资格。但在7日，乔伊斯·班达宣誓就任，成为马拉维历史上首位女总统。
2013年10月，马政坛曝出公职人员贪污公款的“现金门”丑闻，欧盟、挪威、国际货币基金组织宣布暂停对马预算援助。
2014年總統選舉中班達被彼得·穆塔里卡擊敗，穆塔里卡成為第5任馬拉威總統。
在2020年總統選舉中拉扎勒斯·查克維拉成功擊敗穆塔里卡，成為第6任馬拉威總統。

## 外交
截至2018年7月，马拉维已同111个国家建交。
1966年7月11日，马拉维曾同中华民国建交，但2007年12月28日该国转而与中华人民共和国建立外交关系。

## 交通
- 公路：連絡鄰國的主要道路有：往莫三比克的貝拉、南非的德班；往坦桑尼亞的三蘭港；國內客貨運班車主要往來於布兰太尔和利隆圭之間。
- 空運 
  - 航空公司：馬拉威航空公司提供區域及國際航班，可前往之目的地包括内罗毕、哈拉雷、卢萨卡、布蘭岱和約翰内斯堡等等；歐洲及非洲航空公司在里朗威國際機場每天都有班機起降，包括英國、肯尼亚、KLM、衣索匹亞、南非、津巴布韦和赞比亞等航空公司。
  - 機場：目前有首都利隆圭和布兰太尔兩座大型國際機場，均設有大規模的報稅和冷藏倉庫可供使用。
- 鐵路：除了國內鐵路線外，還有國際鐵路運輸通往莫三比克的納卡拉港（Nacala）。
  - 2006年7月4日：原由台灣鐵路管理局所有的四輛R20型柴電機車（編號：R56、R57、R58、R59）贈送給馬拉威，但在2008年1月中華民國和馬拉威斷交後，維修技術支援中斷，現只剩R58仍可使用。
- 電信：電話可以國際直撥至世界主要的城市，傳真、電子郵件及資料都可以從馬拉威傳送至世界各地。在境內的主要城市都可使用行動電話。

## 外部連結
- （英文）馬拉威政府網站 （页面存档备份，存于）